# Riudecanyes
Riudecanyes és una vila i municipi de la comarca del Baix Camp. El terme té una extensió de 16,54 km². Situat al vessant meridional de Puig Marí i a l'oriental de la serra de l'Argentera. Limita a l'oest amb el terme de l'Argentera, al sud-oest amb el de Vilanova d'Escornalbou, al sud-est amb Montbrió, a l'est amb Botarell, al nord-est amb Riudecols i al nord-oest amb Duesaigües, tots del Baix Camp.

## Geografia
- Llista de topònims de Riudecanyes (Orografia: muntanyes, serres, collades, indrets..; hidrografia: rius, fonts...; edificis: cases, masies, esglésies, etc).

## Història
Sembla que Riudecanyes es va formar a partir de la carta de població lliurada per Ramon Berenguer IV a Cambrils el 1152, ja que allà es parla d'un poble torrent qui est iuxta Rivum de Canes. L'historiador Eduard Toda indica que el 1162 el poble disposava ja d'un castell del qual no se'n conserven restes.
En 1185, el rei Alfons II d'Aragó va lliurar algunes terres en alou a Berenguer de Cambrils encara que es va reservar part dels drets. Des de 1339, Riudecanyes va participar en les activitats de la Comuna del Camp i es va convertir en seu de la baronia d'Escornalbou. En origen, el càrrec de governador de la baronia va recaure en un canonge i més endavant en un advocat, que tenia a Riudecanyes el tribunal, amb els notaris i els escrivans; més tard, en quedar la baronia a les mans de l'església, van ser els arquebisbes qui van nomenar als administradors. El 1442 l'arquebisbe de Tarragona Domènec Ram hi va establir un molí fariner. Entre 1546 i 1644, com a mínim, hi funcionà una botiga de blat. El 1640 el comú de Riudecanyes es declarà a favor de la Generalitat en la revolta contra Felip IV, i el 1645 es queixaven dels maltractes i desperfectes que hi causaven les tropes castellanes. El 1646 es va reunir la Comuna del Camp per tractar dels greuges que rebien Riudecanyes i Vilanova d'Escornalbou. L'agost de 1710, a la reunió de la Comuna, Riudecanyes es refermà a favor de l'arxiduc Carles d'Àustria. A començament del segle xviii tenia ja hospital, un molí fariner i un de draps, i hi havia diversos teixidors i paraires. El 1849 tenia sis molins fariners moguts per l'aigua de la riera. El principal conreu era la vinya, i produïa també llegums, garrofes, cànem, ametlles, avellanes i oli, i criava ramats d'ovelles. El poble tenia fama de produir bon blat i bon vi.

### La baronia d'Escornalbou
La baronia d'Escornalbou va néixer quan, entre 1162 i 1170, el rei Alfons el Cast va lliurar a Albert de Castellvell el paratge deshabitat d'Escornalbou. La concessió del rei era que Castellvell fortifiqués el lloc, s'encarregués de la seva població i construís un convent de canonges que estaria dedicat a Sant Miquel i que quedaria a les ordres de la cúria de Tarragona. El conjunt de la baronia incloïa els termes de Colldejou, Vilanova d'Escornalbou, Riudecanyes, Duesaigües, Pradell de la Teixeta, La Torre de Fontaubella, l'Argentera, Rifà de Peu, la Torre de Rafellí i l'Arbocet.

## Cultura

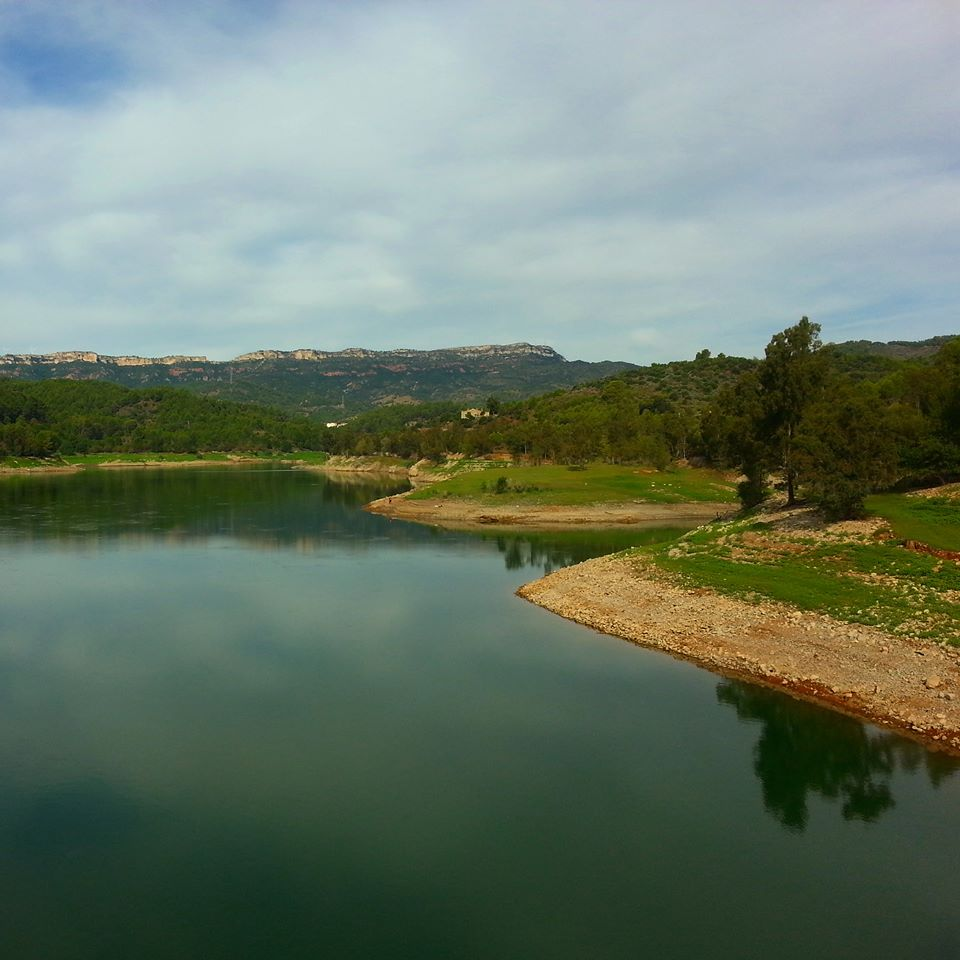
Vista de l'embassament

L'edifici més destacable del terme municipal és el Monestir d'Escornalbou. Malgrat les nombroses reformes, encara pot veure's traces de l'edifici romànic com l'església o la portalada.
L'església parroquial de Riudecanyes està dedicada a Sant Mateu. Les obres de construcció les va iniciar el 1582 Joan Santfeliu, procedent de Cambrils, i es van concloure el 1598. El temple va ser reformat en part entre 1680 i 1698. És d'estil renaixentista i té annex un campanar de dos cossos i amb una alçària de 25 metres. El 1936 es va destruir el retaule major, datat el 1602.
El poble és molt a prop de l'Embassament de Riudecanyes, la construcció del qual es va proposar ja a finals del segle xix. El 1903 es va aprovar el projecte dissenyat per Gaietà Úbeda i Sarrachaga i l'any següent es va col·locar la primera pedra. Les obres es van paralitzar el 1907 i no es van acabar fins al 1919.
Tenia una capacitat de 3.381.750 m³ i l'alçària de presa és de 34,5 metres. El 1930 es va decidir realitzar un transvasament a la presa de les aigües del riu Siurana mitjançant un canal que es va construir el 1951. El 1965 es va construir un altre embassament al Siurana per a poder ampliar les terres regades. El 1989 van començar unes noves obres d'ampliació de la presa, fins als 5,2 Hm³ de cabuda i que van finalitzar el 1991.
Riudecanyes celebra la festa major l'últim cap de setmana de juliol. Des de l'establiment al poble de la festa de Corpus al segle xv, se celebra la vuitada, en la que cada barri feia, i fa, la seva celebració, un després de l'altre, i que ha donat lloc al nom dels carrers que porten el del dia de la setmana en què feien la festa.
Joan Amades diu que per Carnestoltes era tradicional simular l'enterrament d'un gat per les rates, i que per la festa major es representava un Ball de sant Mateu. Cada any, durant el règim senyorial, el dia de sant Jordi el poble pujava en processó fins al convent d'Escornalbou, on era rebut pels frares amb tota solemnitat.

## Economia
La principal activitat econòmica és l'agricultura, encara que l'orografia del terreny provoca que siguin poques les hectàrees conreades. Els principals cultius són els olivers, avellaners i ametllers.
| Entitat de població | Habitants (2023) |
| Riudecanyes         | 949              |
| Mar de Riudecanyes  | 206              |
| Montclar            | 194              |
| Font: Idescat       |                  |

## Demografia
| 1497 f | 1515 f | 1553 f | 1717 | 1787 | 1857 | 1877 | 1887  | 1900 | 1910  |
| ------ | ------ | ------ | ---- | ---- | ---- | ---- | ----- | ---- | ----- |
| 34     | 49     | 74     | 486  | 986  | 937  | 935  | 1.036 | 965  | 1.012 |

| 1920 | 1930 | 1940 | 1950 | 1960 | 1970 | 1981 | 1990 | 1992 | 1994 |
| ---- | ---- | ---- | ---- | ---- | ---- | ---- | ---- | ---- | ---- |
| 948  | 907  | 875  | 851  | 760  | 654  | 583  | 591  | 573  | 573  |

| 1996 | 1998 | 2000 | 2002 | 2004 | 2006 | 2008  | 2010  | 2012  | 2014  |
| ---- | ---- | ---- | ---- | ---- | ---- | ----- | ----- | ----- | ----- |
| 596  | 653  | 694  | 750  | 764  | 878  | 1.041 | 1.118 | 1.183 | 1.142 |

| 2016  | 2018  | 2020  | 2022  | 2024  | 2026 | 2028 | 2030 | 2032 | 2034 |
| ----- | ----- | ----- | ----- | ----- | ---- | ---- | ---- | ---- | ---- |
| 1.116 | 1.131 | 1.146 | 1.279 | 1.345 | -    | -    | -    | -    | -    |